# Acanthodactylus grandis
Acanthodactylus grandis är en ödleart som beskrevs av  George Albert Boulenger 1909. Acanthodactylus grandis ingår i släktet fransfingerödlor, och familjen lacertider. Inga underarter finns listade i Catalogue of Life. Artepitet i det vetenskapliga namnet är det latinska ordet för stor.
Arten förekommer i Irak, Kuwait, Syrien, Jordanien och norra Saudiarabien. Den lever i öknar med sand och grus samt glest fördelad växtlighet. Exemplaren besöker sällan odlingsmark. Honor lägger ägg.
För beståndet är inga hot kända. Hela populationen anses vara stabil. IUCN kategoriserar arten globalt som livskraftig.